# 卡鲁沙·布瓦尔亚
卡鲁沙·布瓦尔亚（Kalusha Bwalya，1963年8月16日—），是一名前赞比亚足球运动员。

## 简介
卡鲁沙·布瓦尔亚总共为赞比亚队出赛87场，攻入39球，为赞比亚国家队出场次数排在历史第八位，总进球数排在历史第三位。布瓦尔亚于1988年被法国足球杂志评为年度非洲足球先生，并获得1996年FIFA世界足球先生的提名，也成为了第一个在非欧洲俱乐部踢满一年后被提名的运动员。在布瓦尔亚的职业生涯中曾效力埃因霍温等球会，退役后布瓦尔亚曽担任主教练和足球行政工作。
在一场赞比亚4比0擊敗意大利的比赛中，布瓦尔亚上演了帽子戏法。

## 轶事
1993年承载着赞比亚男子足球队员的客机，在加蓬海岸失事，机上队员全部罹难。布瓦尔亚因处理俱乐部的业务而留在荷兰，从而幸免于难。